# BMW in Formula 1
La casa automobilistica tedesca BMW ha partecipato al campionato mondiale di Formula 1 a più riprese, sia come costruttore che come fornitore di motori; la BMW Sauber F1 Team è stata la scuderia ufficiale.
Dopo alcune apparizioni in Formula 1 con vetture BMW portate in gara da piloti privati o con sporadiche motorizzazioni e presenze come squadra negli anni 1950 e 1960, la BMW ha intrapreso l'attività da motorista stabilmente dapprima durante la prima era dei motori turbocompressi in Formula 1, fornendo il motore M12/13 a diverse squadre tra il 1982 e il 1988, e poi fornendo i motori alla Williams tra il 2000 e il 2005. La BMW ha fondato anche un team costruttore attivo tra il 2006 e il 2009, acquistando la Sauber, chiamato BMW Sauber F1 Team. Dopo l'abbandono della Formula 1 alla fine del 2009, il team è stato venduto nuovamente a Peter Sauber, proprietario e fondatore della Sauber.

## Storia

### Le prime apparizioni in Formula 1 (1952-1953, 1967-1969)

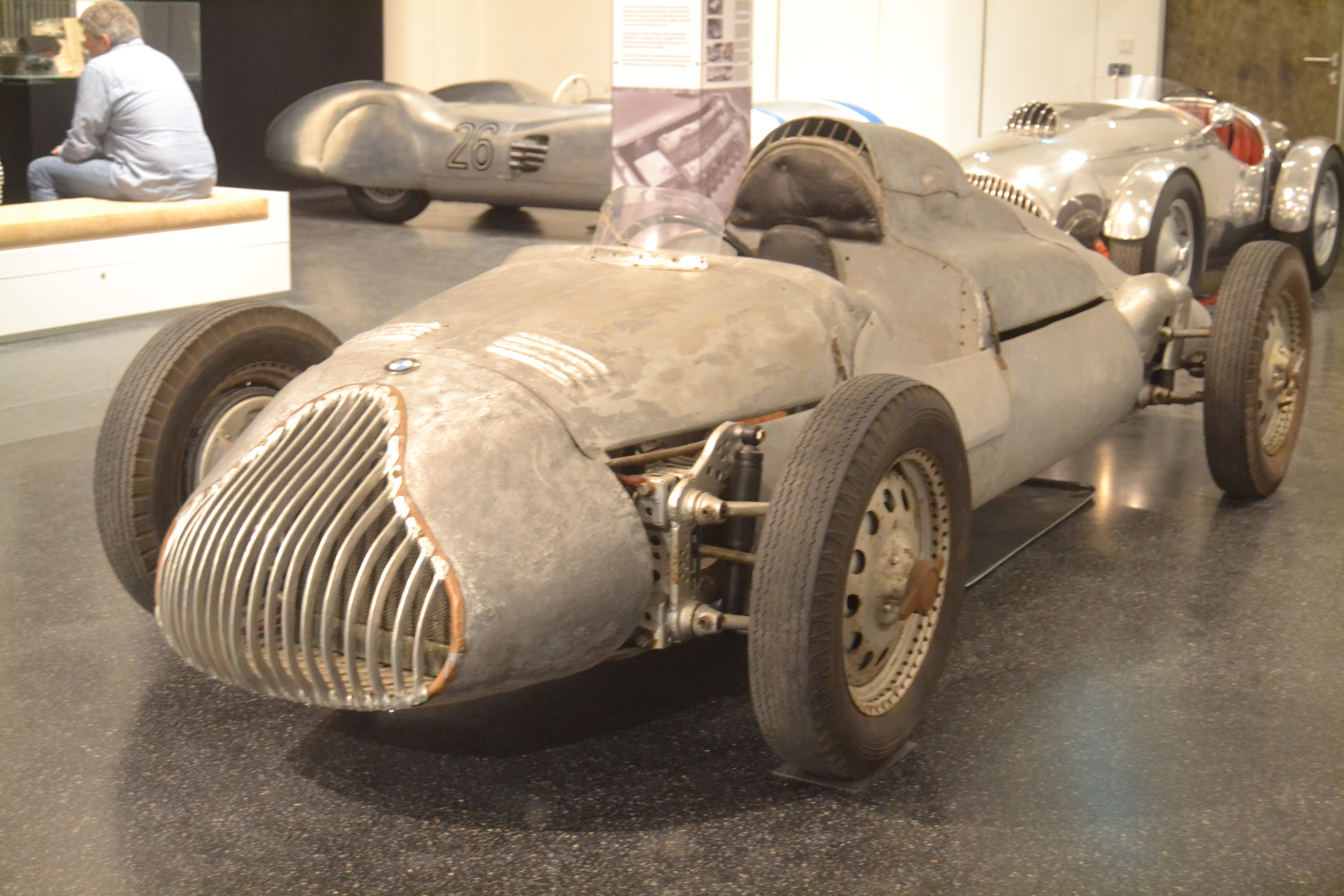
La BMW Heck di Klodwig.

Il campionato mondiale di Formula 1 ancora ai suoi albori ha visto delle vetture da corsa BMW basate sul telaio della BMW 328, portate in pista da piloti privati durante il Gran Premio di Germania del 1952 e del 1953. Fu permesso schierare queste vetture poiché in quel periodo il campionato mondiale di Formula 1 si correva in realtà con vetture di classe Formula 2, che prevedevano all’epoca una cilindrata di 2 litri per i motori aspirati, come quella delle 328. Le 328 modificate erano spinte da propulsori posizionati posteriormente al pilota, una soluzione di design innovativa per l'epoca, che dagli anni 1960 è diventata una caratteristica standard delle monoposto. 

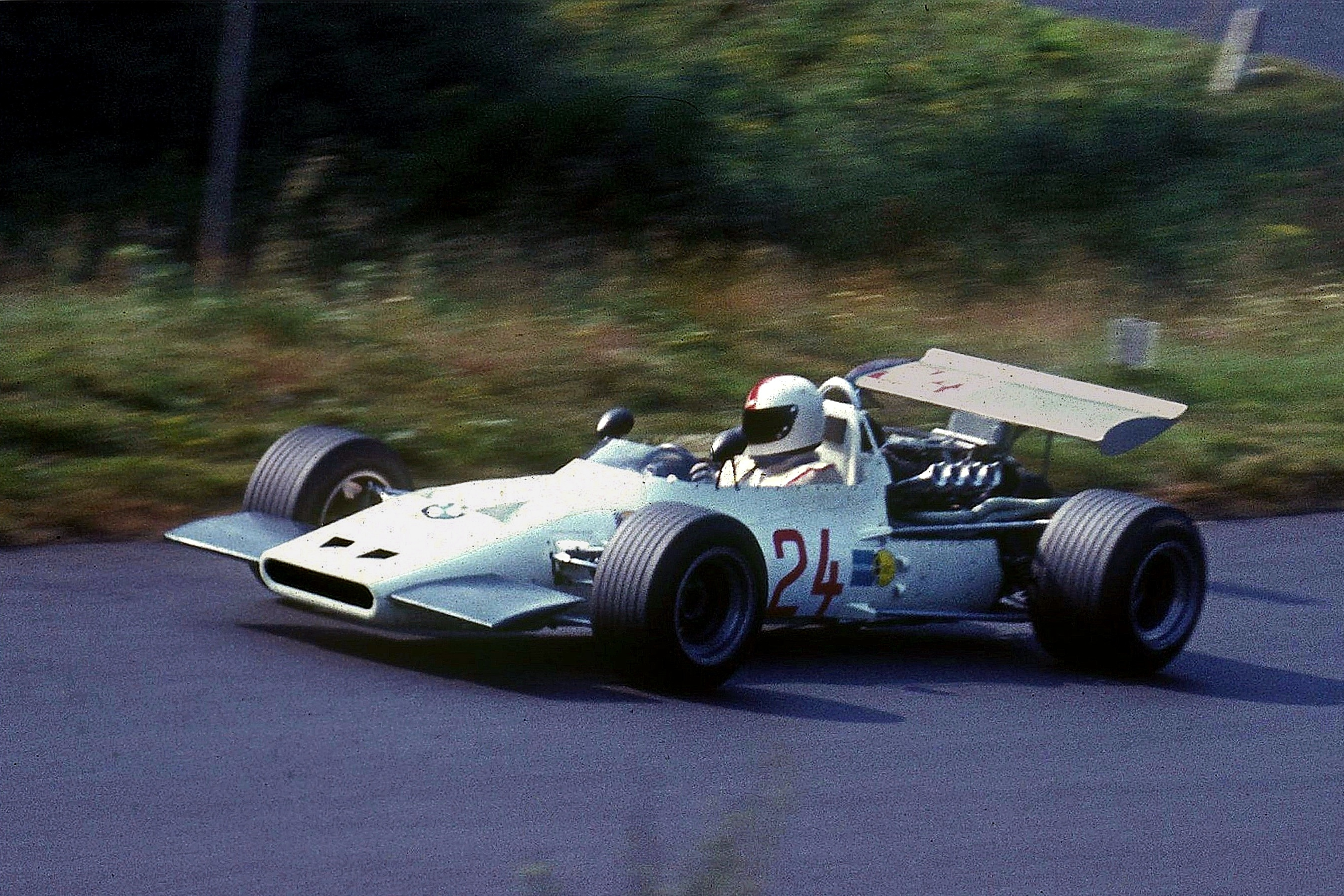
Mitter alla guida della BMW 269 al Gran Premio di Germania 1969; durante le prove subirà un incidente nel quale perderà la vita.

Le apparizioni nel Gran Premio di Germania da parte della BMW sono continuate nel 1967, nel 1968 e nel 1969. In quegli anni infatti nel Gran Premio di Germania era possibile schierare delle vetture di Formula 2 fuori classifica per rimpinguare la griglia di partenza. Nel Gran Premio di Germania 1967 allora ci fu la prima apparizione della BMW come squadra ufficiale, che iscrisse una Lola T100 da Formula 2 motorizzata BMW guidata da Hubert Hahne. Grazie al motore da 2 litri, Hahne fu però incluso nella classifica delle vetture di Formula 1, ma non terminò la gara per un problema alle sospensioni. L'anno successivo la BMW si ripresentò al Gran Premio di Germania con una Lola T102 motorizzata BMW, sempre con Hahne alla guida che concluse decimo. Nel Gran Premio di Germania 1969 invece la BMW schierò tre vetture basate sul telaio di Formula 2 BMW 269, guidate da Hahne, Gerhard Mitter e Dieter Quester, questa volta per competere per la classifica dedicata alle Formula 2, ma a seguito dell'incidente mortale occorso a Mitter durante le prove, la BMW si ritirò e non partecipò alla gara.

### L'attività come fornitore di motori (1952-1954, 1967-1968, 1982-1987)
Dopo un primo periodo di forniture occasionali alla AFM, Frazer Nash e Klenk tra il 1952 e il 1954 e alla Lola tra il 1967 e il 1968, la BMW ha intrapreso l'attività di fornitore di motori stabilmente in due fasi distinte: la prima tra il 1982 e il 1987, fornendo motori a Brabham, ATS, Arrows e Benetton, e la seconda, tra il 2000 e il 2005, fornendo i motori esclusivamente alla Williams.

#### Le sporadiche presenze al Gran Premio di Germania
Le prime motorizzazioni sono state effettuate grazie al motore 6 cilindri in linea da 2 litri della BMW 328. Fu equipaggiato su quattro vetture AFM schierate da piloti privati al Gran Premio di Germania 1952 e su due nel Gran Premio di Germania 1953. Motorizzò anche la Frazer Nash 421 del pilota privato Tony Crook al Gran Premio di Gran Bretagna 1952 e la Klenk Meteor della squadra di Hans Klenk, al Gran Premio di Germania 1954. Dallo stesso motore della BMW 328 fu derivato un motore con le stesse specifiche dalla Veritas, che equipaggiò le vetture Veritas schierate da piloti privati nei Gran Premi di Germania 1952 e 1953.
Successivamente le motorizzazioni della BMW sono riprese solo nel 1967, al Gran Premio di Germania. In griglia infatti, oltre alla Lola T100 portata in pista dalla BMW, fu schierata dalla Lola Cars un'altra Lola T100 motorizzata BMW e guidata da David Hobbs. Entrambe le vetture montavano il propulsore BMW M10 4 cilindri nella variante da 2 litri; a differenza di Hahne però, la Lola di Hobbs fu iscritta nella classifica delle vetture di Formula 2. L’anno successivo la Lola T102 motorizzata e portata in pista dalla BMW con Hahne al volante al Gran Premio di Germania, montava il motore M12/1, di 1.6 litri di cilindrata, lo stesso che poi venne utilizzato sulla BMW 269.

#### L'impegno in Formula 1 e i successi con la Brabham

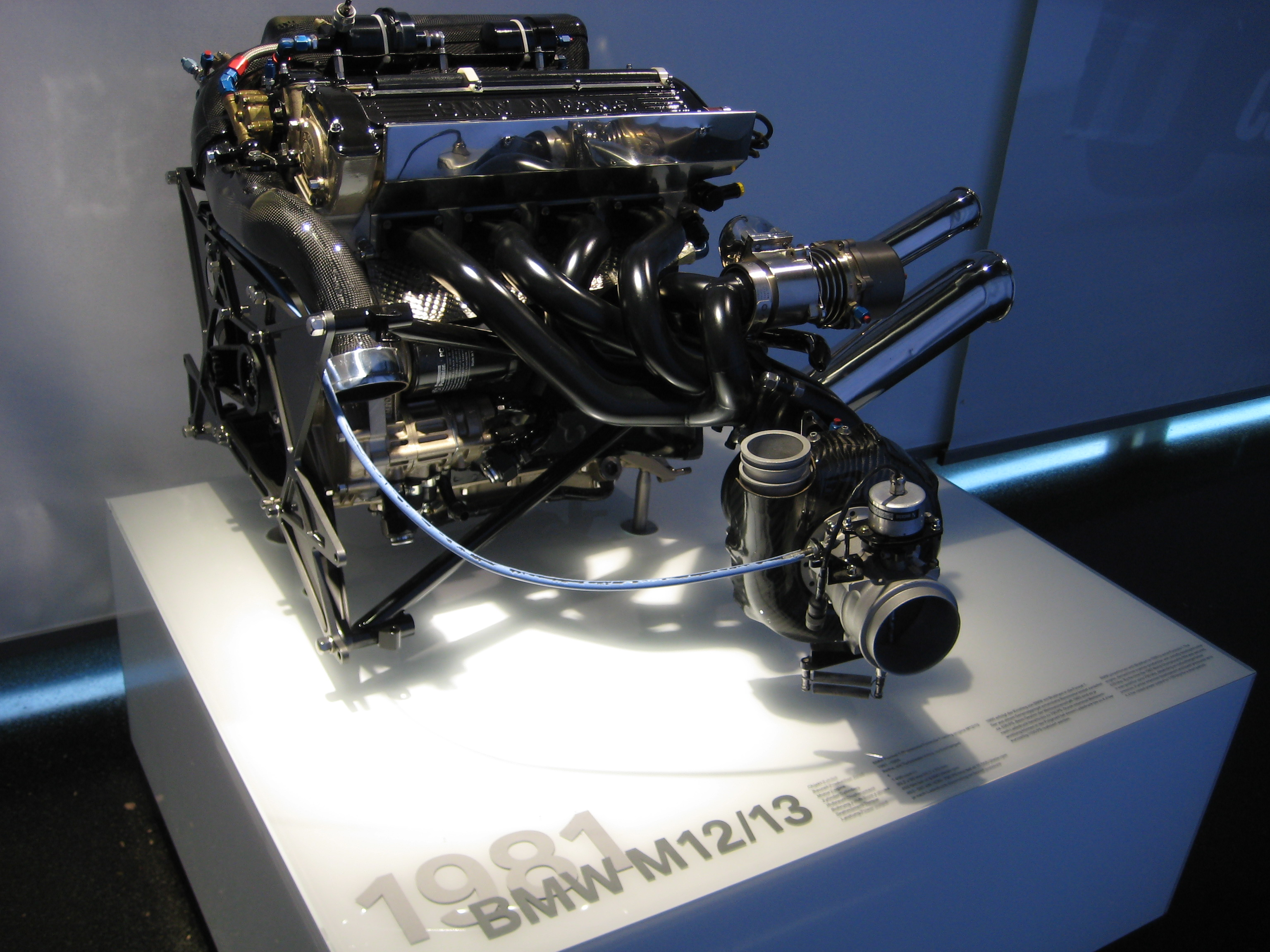
Il motore BMW M12/13; con i suoi circa 1400 cavalli in configurazione da qualifica, è considerato un dei motori più potenti mai utilizzati in Formula 1.

Nel 1973, seguendo il progetto iniziato dalla Renault che impiegò motori turbocompressi in Formula 1, la BMW decise di sviluppare il proprio motore turbo, partendo dalla base del BMW M10: inizialmente fu realizzato un nuovo motore da 2 litri aspirato conforme ai regolamenti di Formula 2 chiamato M12/7, che aveva come base di partenza il motore M10 e vinse 6 titoli di Formula 2. Sulla stessa base nacque una versione sovralimentata chiamata M12/11. L'M12/11 rappresenta la base dell'M12/13 da Formula 1, sempre con una configurazione a 4 cilindri ma con una cilindrata di 2.1 litri, poi ridotta a 1.4 litri per il regolamento, progettato dall'ingegnere Paul Rosche e impiegato per la prima volta nel DRM nel 1977 e nel 1978 sulle BMW 320 e BMW 2002 grazie ai regolamenti Gruppo 5. Fu il primo della famiglia M12 a montare una turbina.

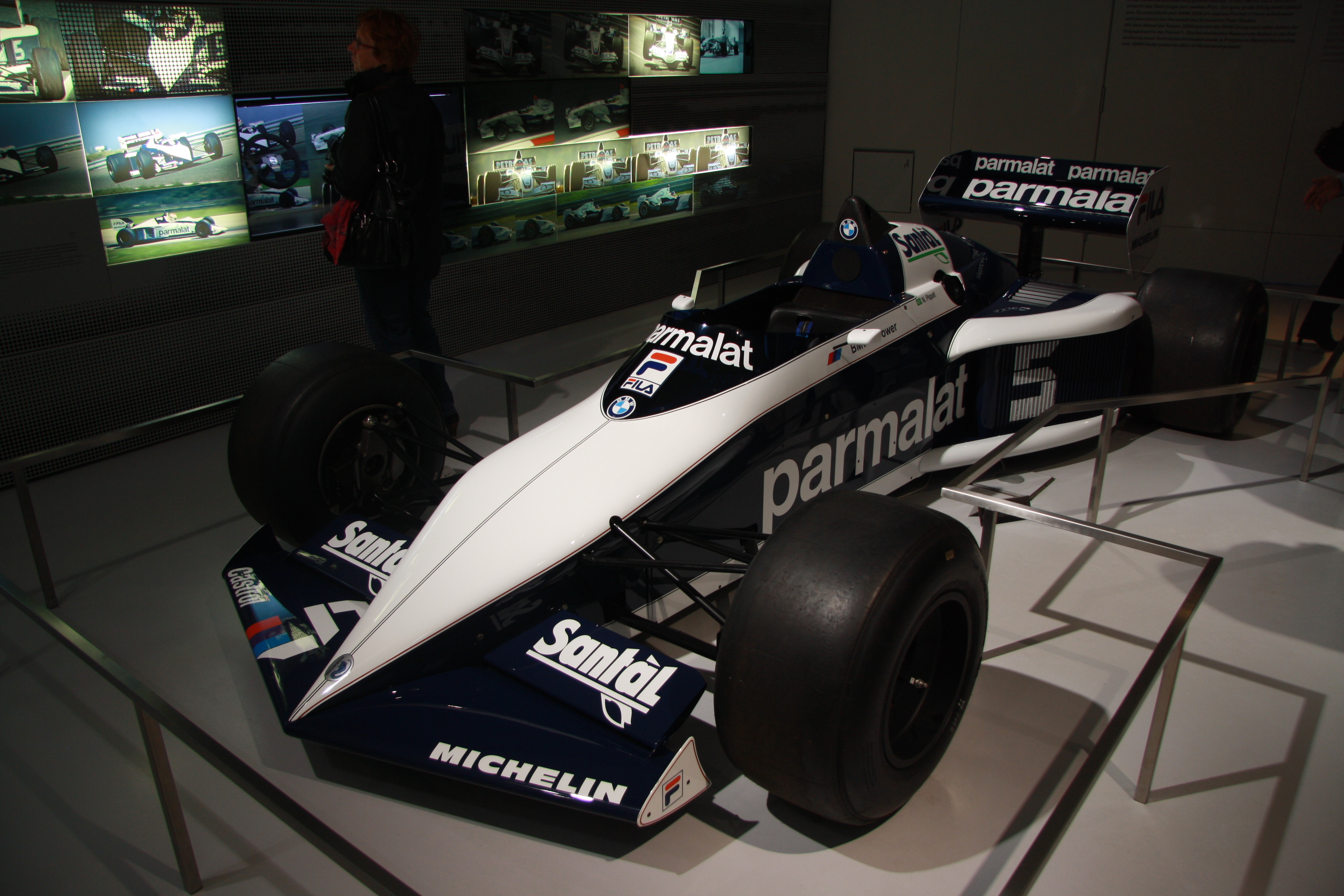
La Brabham BT52 motorizzata BMW con la quale Nelson Piquet ha vinto il campionato mondiale di Formula 1 nel 1983.

All'inizio degli anni 1980 la BMW decise di passare alla Formula 1, progettando così l’M12/13, che aveva una cilindrata di 1.5 litri per i regolamenti della Formula 1 e così strinse un accordo di motorizzazione con la Brabham. I primi test si sono svolti nel 1980 con la Brabham BT49 con un telaio modificato per accogliere l' M12/13; successivamente Gordon Murray progettò la BT50, la prima della collaborazione Brabham-BMW. La vettura apparve per la prima volta nel 1981, unicamente per il Gran Premio di Gran Bretagna, condotta durante le prove da Nelson Piquet, ma il debutto ufficiale, sia della vettura che del binomio Brabham-BMW avvenne per la stagione 1982. La prima stagione di motorizzazione non fu positiva, dato che, a causa delle pressioni provenienti dal title sponsor Parmalat, i due piloti alternarono la vecchia BT49 motorizzata Ford-Cosworth alla ancora inaffidabile BT50, con l'intenzione di difendere il titolo, non riuscendovi a causa dei numerosi ritiri. Già dalla stagione 1983 la situazione cambiò: grazie all'affidabilità migliorata del motore BMW Piquet riportò, con tre vittorie, il titolo piloti alla Brabham, mentre nel mondiale costruttori la scuderia arrivò terza, con quattro vittorie totali, dato che anche Riccardo Patrese trionfò nell'ultimo Gran Premio della stagione. Quello del 1983 fu il primo mondiale di Formula 1 vinto da un motore turbo e l'unico vinto dalla BMW come fornitore di motori.
In quell'anno la BMW estese la motorizzazione anche alla ATS, che però non riuscì a segnare alcun punto.

#### La crisi e l'abbandono delle corse

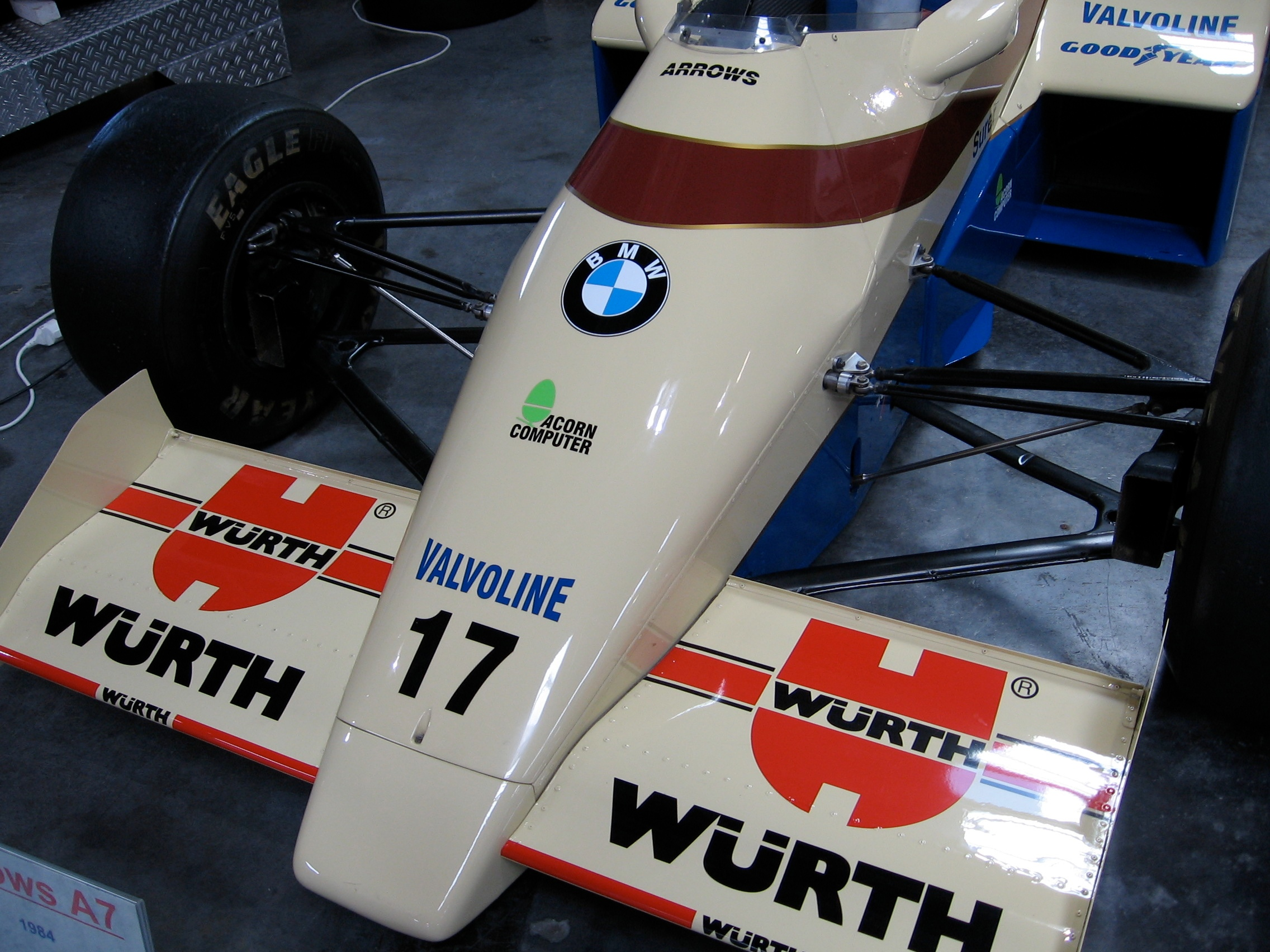
La Arrows A7 con il logo della casa bavarese sul muso.

Nel 1984 la fornitura di motori fu estesa ad un terzo team, la Arrows, che però alternò la vecchia vettura Arrows A6 motorizzata Ford-Cosworth alla nuova A7 motorizzata BMW, ottenendo tre punti in classifica grazie al motore BMW. La ATS invece non riuscì nuovamente a segnare alcun punto, e si ritirò dalla massima serie alla fine della stagione. La Brabham non riuscì a difendere il titolo piloti, nonostante una stagione positiva in cui Piquet ottenne nove pole position e due vittorie. 

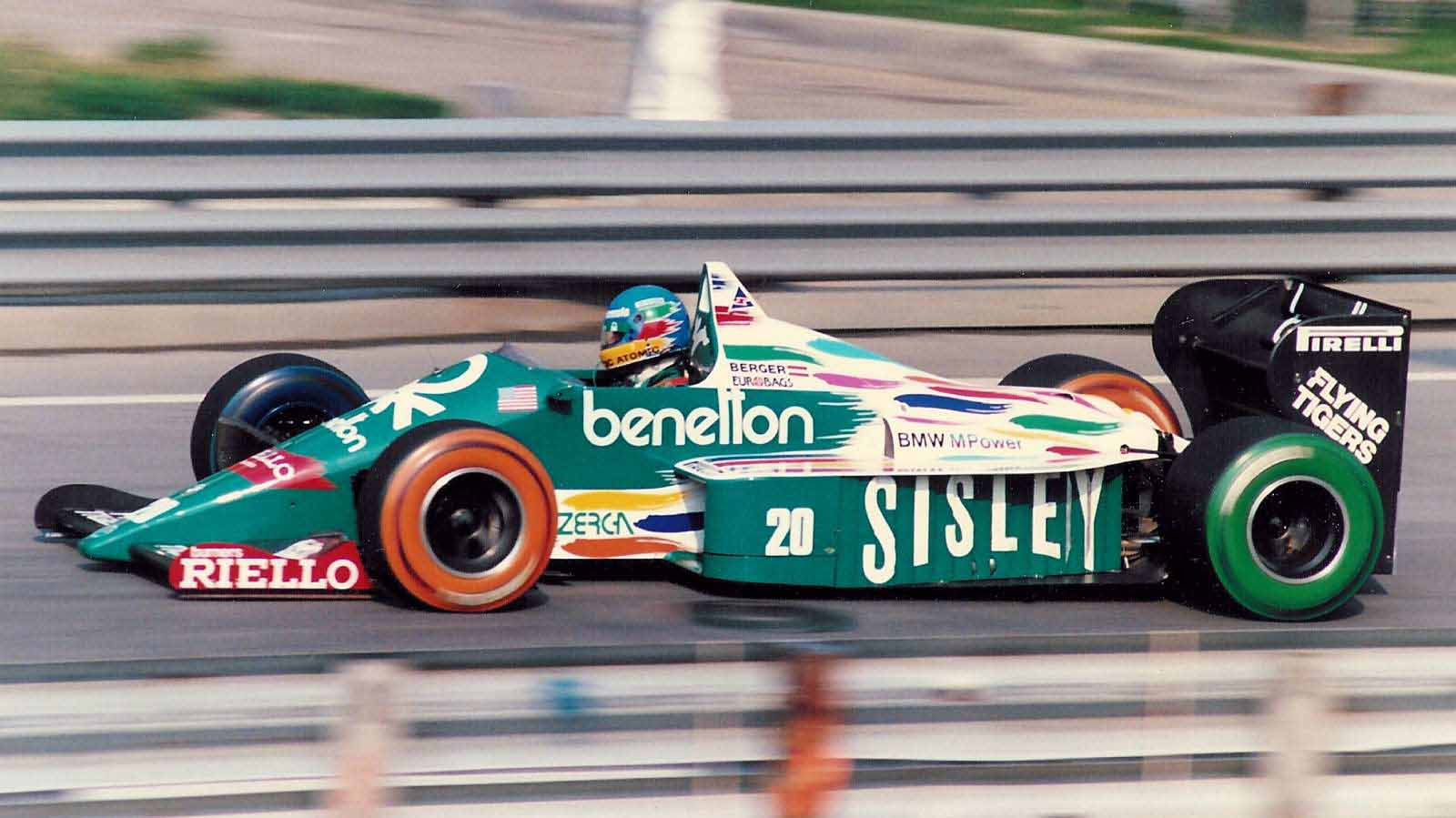
Gerard Berger alla guida della Benetton B186 motorizzata BMW. Il team Benetton ha vinto il suo primo Gran Premio con questa vettura.

Dopo un campionato deludente nel 1985 con una sola vittoria ottenuta da Piquet al Gran Premio di Francia, Murray progettò la BT55 per la stagione 1986, una macchina dal baricentro radicalmente basso. Per adattare il motore al disegno di Murray, la BMW sviluppò una versione del motore chiamata M12/13/1, ma la vettura si dimostrò comunque poco competitiva, e non vinse neanche un Gran Premio. Maggiore successo ebbe invece il nuovo team Benetton che vinse il Gran Premio del Messico con Gerhard Berger e segnò due pole position con l’M12/13 standard. 
Nel 1987 la BMW motorizzò esclusivamente Brabham, ma al termine della stagione l'accordo non fu rinnovato. La BMW così abbandonò il suo impegno in Formula 1, anche se la Arrows, che aveva utilizzato il motore M12/13 fino 1986, continuò ad utilizzarlo anche nel 1987 e nel 1988 con il nome Megatron (il nome di una compagnia di assicurazioni statunitense, nonché uno dei principali sponsor del team), non ricevendo però l'appoggio ufficiale dalla BMW. Stessa cosa accadde alla Ligier nel 1987, che aveva stretto un accordo con l'Alfa Romeo per ricevere il motore 415/85T, ma dopo la recisione del contratto, equipaggiò la vettura con il motore M12/13 marchiato Megatron, dato che disponeva di caratteristiche similari a quello Alfa Romeo, prima fra tutte, l'architettura a quattro cilindri.

### Il partenariato con la Williams (2000-2005)

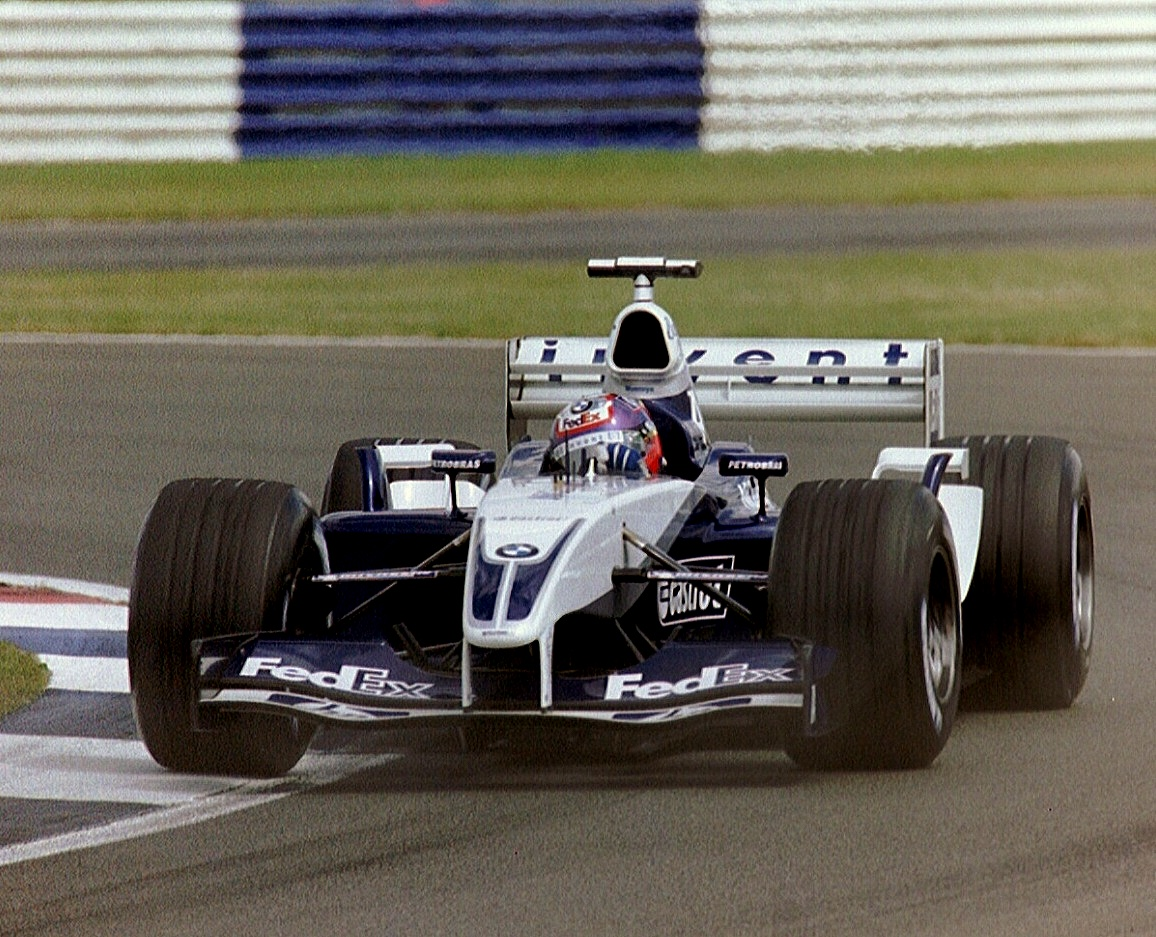
La Williams FW25 di Juan Pablo Montoya del 2003 con la livrea caratterizzata dai colori BMW; con quattro vittorie e due doppiette, fu la monoposto migliore tra quelle realizzate in collaborazione con il team britannico.

Dopo dieci anni di assenza dalla Formula 1, nel 1998 la BMW strinse un accordo con la Williams: tale accordo non riguardava esclusivamente la fornitura di motori, che fu programmata per la  stagione 2000, ma prevedeva, sempre a partire dalla stagione 2000, anche una partnership commerciale e l'inserimento di BMW come title sponsor del team, che assumeva quindi la denominazione BMW Williams F1 Team e che avrebbe portato i colori della casa bavarese sulla livrea. La Williams proveniva da una collaborazione con la Renault che le aveva giovato 4 titoli mondiali piloti e 5 costruttori, ma dopo che la Renault abbandonò la Formula 1 fu costretta a trovare un'altra collaborazione competitiva. 
La prima vettura della collaborazione con la BMW fu la Williams FW22, guidata da Ralf Schumacher e Jenson Button, che montava il nuovo motore BMW E41 progettato secondo i regolamenti in vigore in quegli anni che imponevano motori V10 aspirati da 3 litri. Il nuovo anno si aprì con un piazzamento a podio nel primo Gran Premio della stagione da parte di Ralf Schumacher, e con altri due podi e numerosi piazzamenti a punti. Nonostante la poca esperienza della rientrata BMW con i nuovi motori, l'E41 consentì alla Williams di piazzarsi terza in classifica costruttori e di battere anche motoristi con più esperienza.
Per il 2001 la Williams sostituì Button con Juan Pablo Montoya. Durante la stagione arrivarono quattro successi ma anche numerosi ritiri per affidabilità, ma venne riconfermata la terza posizione alla fine del campionato. Per questa stagione la BMW portò in pista un nuovo motore chiamato BMW P80, una soluzione meno conservativa del precedente E41 che consentì ai piloti di competere per le vittorie dei Gran Premi.
Nel 2002 si fecero visibili passi avanti dal punto di vista dell'affidabilità che portarono la Williams a raccogliere 12 punti in più dell'anno precedente e superare la McLaren in classifica costruttori, agguantando la seconda posizione.
Il 2003 fu l'anno di maggiore successo della collaborazione Williams-BMW. Con due vittorie di Montoya, due di Ralf Schumacher e due doppiette complessive la scuderia si piazzò al secondo posto in classifica costruttori, non riuscendo quindi ad interrompere il dominio della Ferrari, ma rimanendo in lizza per il titolo fino alle ultime gare della stagione.
Il 2004 fu un notevole passo indietro, la Williams FW26 presentava un'insolita soluzione al muso, il cosiddetto tricheco, che si rivelò essere inefficace. L'unico successo si verificò al Gran Premio del Brasile grazie a Montoya, ma la Williams subì anche una doppia squalifica al Gran Premio del Canada per un'irregolarità ai freni. Schumacher saltò sei Gran Premi a causa di un infortunio e fu sostituito da Marc Gené e Antônio Pizzonia. La scuderia scese al quarto posto in classifica costruttori ed entrambi i piloti titolari lasciarono il team alla fine della stagione.
Il 2005 fu l'ultimo anno di collaborazione tra BMW e Williams. I piloti scelti furono Mark Webber e Nick Heidfeld, che fu sostituito da Pizzonia a seguito di un infortunio. Nessuno dei piloti fu in grado di vincere una gara. Il rapporto tra BMW e Williams, che doveva durare fino al 2009, iniziò a deteriorarsi, visto che la BMW sosteneva di disporre di un motore in grado di vincere il campionato, ma che era limitato dal telaio della Williams. La BMW, che aveva intenzione di entrare nel circus come costruttore, si propose per acquistare il team della Williams, ma Frank Williams rifiutò: questo portò la casa ad abbandonare la Williams e ad acquistare la Sauber.

### L'acquisizione della Sauber e il ritorno come costruttore (2006-2009)
Delusa dai risultati della Williams nelle stagioni 2004 e 2005, la BMW decise di rescindere il contratto col team britannico, teoricamente valido fino al 2009, e costituì una propria scuderia a seguito dell'acquisizione della Sauber, in crisi economica a causa dei deludenti risultati delle ultime stagioni che costrinsero Peter Sauber a vendere lo storico team. Dopo molte speculazioni che il team fosse in vendita alla Volkswagen, il 22 giugno 2005 giunse la notizia ufficiale del passaggio alla BMW: dalla stagione 2006 la scuderia avrebbe cominciato a gareggiare con i colori dell'azienda bavarese e il nome di BMW Sauber F1 Team. Il nome fu scelto per riconoscere il lavoro del personale della Sauber, ancora presente. Il nuovo team continuò ad operare in Svizzera ad Hinwil nella sede della Sauber, ma anche a Monaco di Baviera, sede della BMW, dove venivano progettati i motori. Peter Sauber mantenne un ruolo di consulente non operativo.

#### 2006

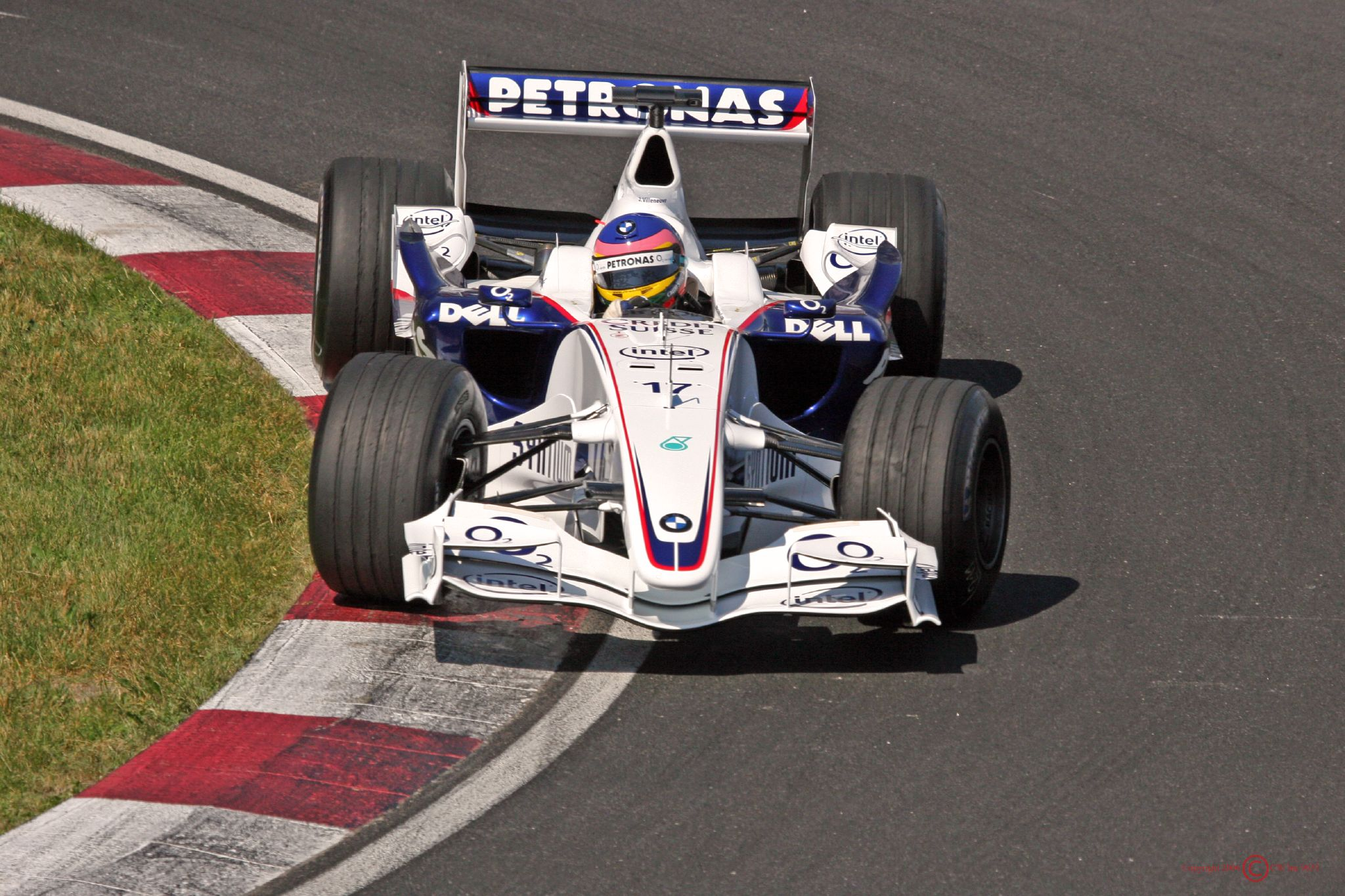
Jacques Villeneuve al Gran Premio di casa a Montréal nel 2006.

Il cambio dei regolamenti dei motori, che imposero motori V8 da 2.4 litri, portò la BMW a sviluppare il motore P86 per la nuova scuderia ufficiale BMW Sauber. La neonata scuderia, team ufficiale della casa tedesca, confermò inizialmente Jacques Villeneuve, pilota della Sauber nella stagione precedente, sostituendo il brasiliano Felipe Massa, passato alla Ferrari, con Nick Heidfeld, già pilota Sauber dal 2001 al 2003 e Williams-BMW nel 2005; a metà della stagione 2006, tuttavia, il campione del mondo canadese venne licenziato da Mario Theissen, il gran capo della squadra bavarese, col pretesto di un infortunio conseguente all'incidente che Jacques aveva subito al Gran Premio di Germania: al suo posto divenne pilota della scuderia il polacco Robert Kubica. La stagione 2006, in ogni caso, fu una stagione di rodaggio, nella quale arrivarono solo alcuni piazzamenti a punti di Heidfeld (tra cui il primo podio della scuderia ottenuto in Ungheria, col 3º posto), Villeneuve e Kubica, ottimo terzo a Monza. Il team comunque concluderà con un buon 5º posto nella classifica costruttori, con 36 punti.

#### 2007

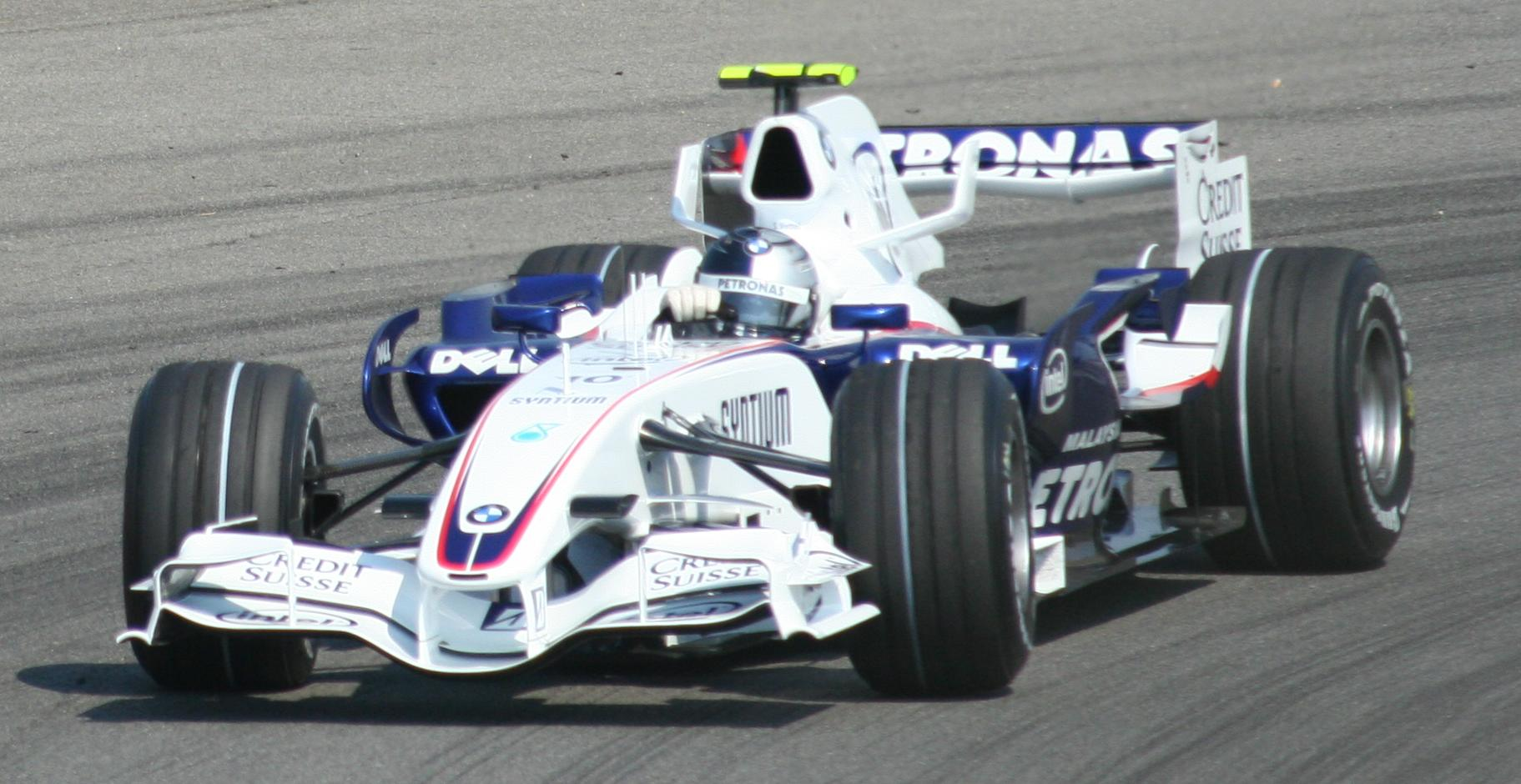
Vettel al suo esordio ufficiale in Formula 1 con la BMW Sauber al Gran Premio degli Stati Uniti 2007, dove sostituì l'infortunato Kubica.

Nel 2007 vi fu un salto di qualità: il buon lavoro dei tecnici nello sviluppo della vettura, anche grazie al supercomputer con interconnessione Quadrics Albert2, portò la squadra ad avere la miglior macchina dopo McLaren e Ferrari, e quindi sin dall'inizio a tenere saldamente il ruolo di terza forza del mondiale. Per i postumi del terrificante incidente subìto in Canada, Kubica fu costretto a saltare il successivo Gran Premio degli Stati Uniti, che vide così l'esordio in Formula 1 del giovane pilota tedesco Sebastian Vettel, subito a punti con l'ottavo posto finale. Con un terzo e un secondo posto, oltre a svariati piazzamenti a punti, la BMW Sauber (complice anche la squalifica della McLaren) otterrà a fine stagione un'insperata seconda posizione nella classifica costruttori con 101 punti, il miglior risultato della sua breve storia.

#### 2008: la vittoria di Kubica in Canada

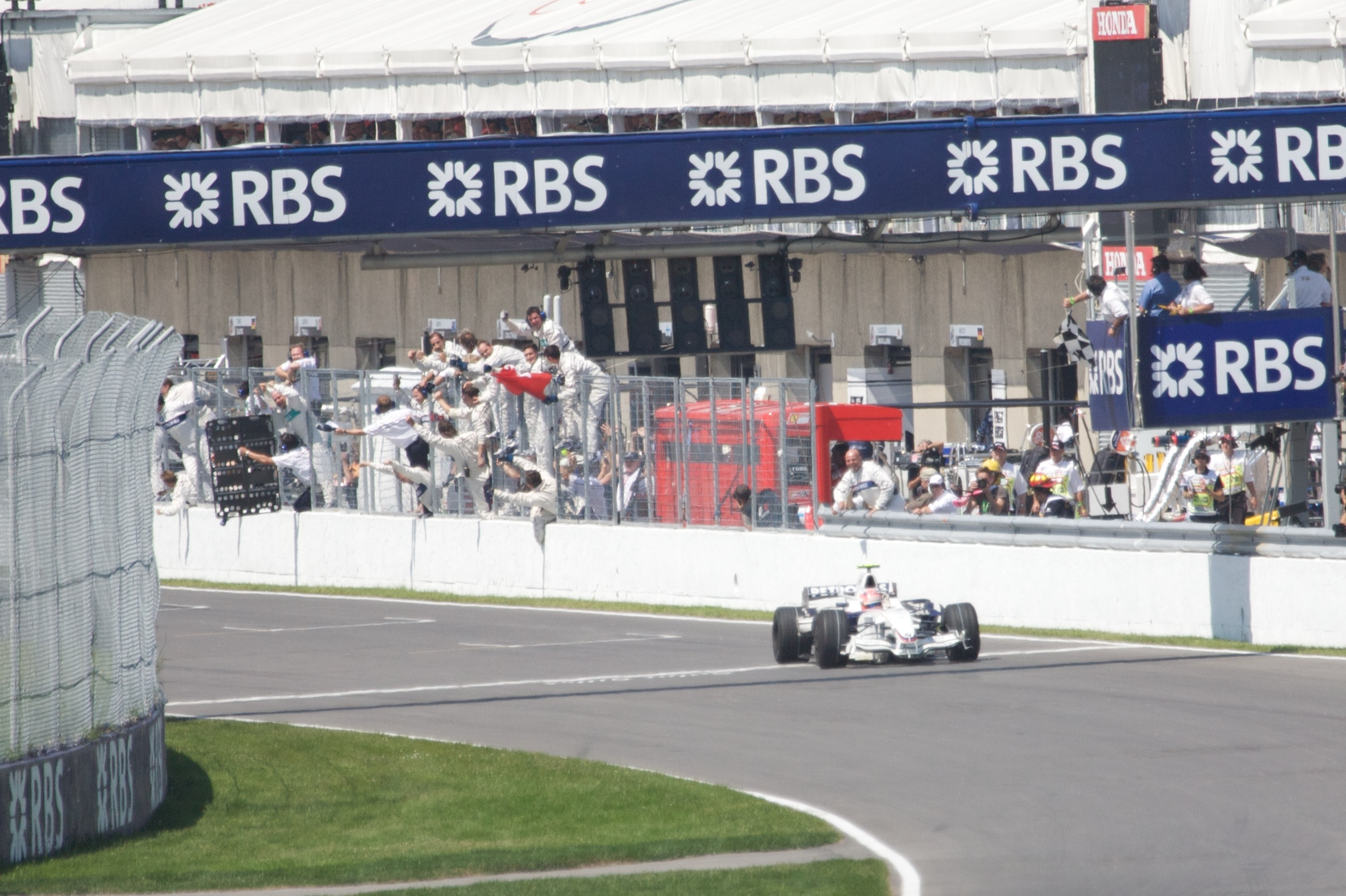
Kubica taglia il traguardo in prima posizione al Gran Premio del Canada 2008.

Il 2008 iniziò positivamente per la BMW Sauber: nel Gran Premio d'Australia Heidfeld conquistò il secondo posto, mentre il compagno Kubica si ritirò per problemi tecnici. Nelle due gare seguenti il polacco riuscì ad ottenere due podi consecutivi (conquistando la prima pole position nel Gran Premio del Bahrein), mentre il tedesco concluse sempre a punti. La progressione della squadra trovò il suo culmine nella prima vittoria, al Gran Premio del Canada, nel quale Kubica e Heidfeld occuparono i gradini più alti del podio. La BMW Sauber terminerà la stagione 2008 al 3º posto nel mondiale costruttori dietro Ferrari e McLaren con 135 punti, ottenendo ben 11 podi, mentre nel mondiale piloti Kubica riuscirà a tenersi in corsa per il titolo fino alla penultima gara, ma per un calo di affidabilità e competitività della sua BMW Sauber non riuscirà a recuperare il gap nei confronti dei diretti concorrenti.

#### 2009

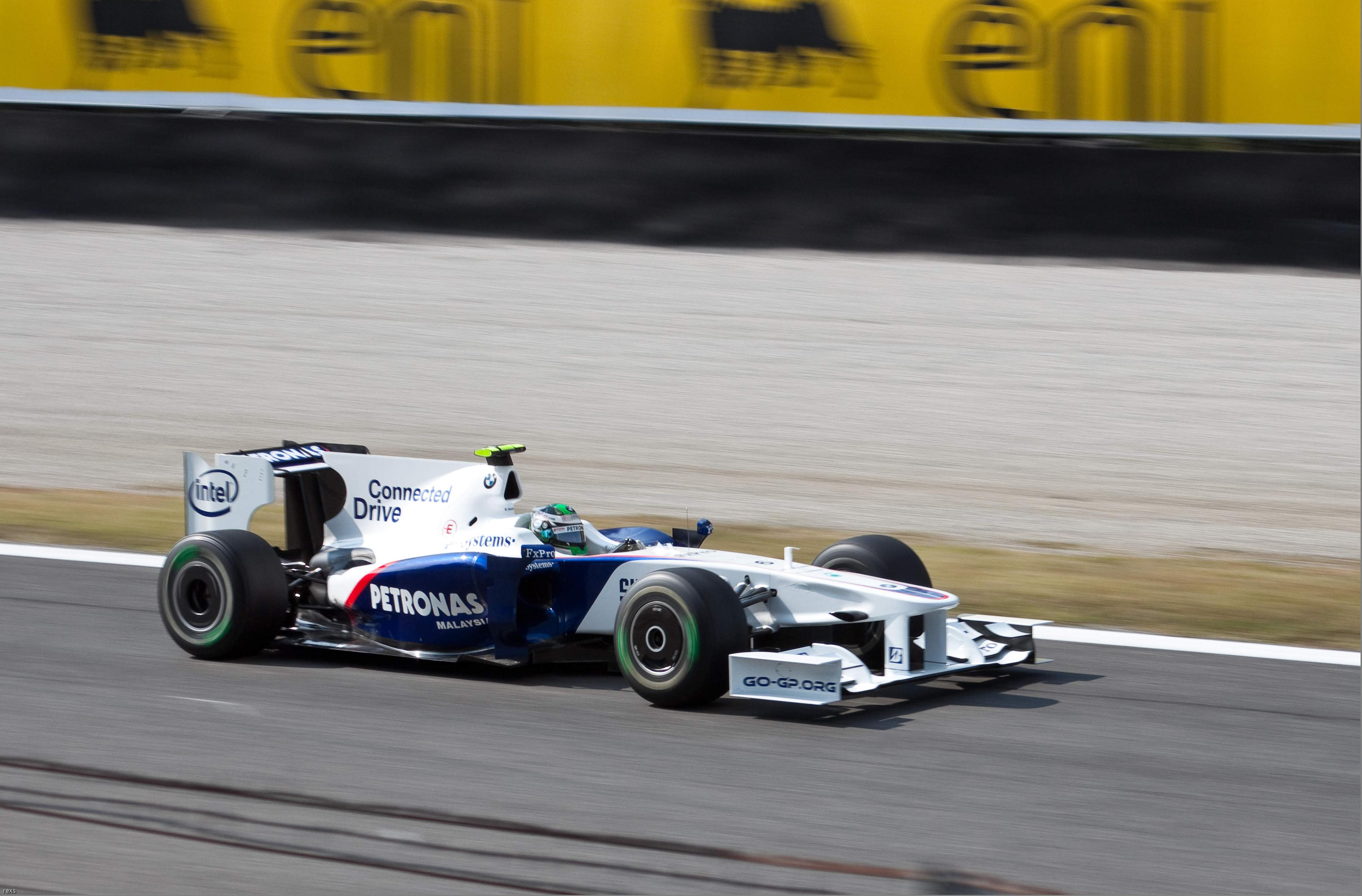
Heidfeld al Gran Premio d'Italia 2009.

Le prestazioni della nuova monoposto per la stagione 2009 si rivelarono abbastanza insoddisfacenti e incostanti, soprattutto in qualifica. Il team da quest'anno ebbe meno linfa alla quale attingere data la rottura contrattuale tra la scuderia bavarese ed il colosso bancario svizzero Credit Suisse: i motivi dell'avvicendamento furono la crisi economica che iniziò ad imperversare nel mercato globale e gli eccessivi costi che ogni anno l'azienda doveva sostenere per rinnovare la sua presenza nel circus di Bernie Ecclestone. Inizialmente molte voci fecero pensare, invece, che la crisi economica non c'entrasse: un cambio alla dirigenza del gruppo bancario svizzero non troppo amante della Formula 1 avrebbe fortemente voluto tagliare un costo decisamente troppo elevato.
La BMW Sauber nel corso della stagione si rivelò meno competitiva rispetto al recente passato e ottenne solo due secondi posti e pochi piazzamenti a punti, che la faranno scivolare in sesta posizione nel mondiale costruttori con 36 punti. I risultati inferiori alle aspettative portarono la casa madre a decidere la sospensione delle attività sportive in Formula 1 alla fine della stagione 2009, con un comunicato pubblicato il 29 luglio 2009.

### La cessione del team alla Sauber e il secondo abbandono della Formula 1 (2010)
Il 15 settembre 2009 venne annunciata la cessione della BMW Sauber ad un fondo d'investimento svizzero, il Qadbak Investments Ltd. La FIA iscrisse la BMW Sauber quale team di riserva per il 2010, e indicò la possibilità che le scuderie ammesse nel campionato successivo fossero 14. A causa delle difficoltà sorte nel concludere la trattativa col fondo Qadbak, la BMW comunicò il 27 novembre 2009 di aver ceduto la scuderia all'ex proprietario Peter Sauber, accordo però vincolato all'ammissione della scuderia al mondiale 2010. Il 3 dicembre 2009 la FIA accettò l'iscrizione della Sauber come tredicesima scuderia nel mondiale. La BMW quindi uscì definitivamente dalla Formula 1, anche se la rinata Sauber fu iscritta al campionato, per ragioni legali, ancora con il nome di BMW Sauber F1 Team, sebbene l'azienda di Monaco non fosse più proprietaria della scuderia e non avesse più legami di alcun tipo con il team. Il nome BMW quindi, anche se solo formalmente, rimase in Formula 1 anche l’anno successivo all’uscita del costruttore dalla massima serie. La nuova vettura del team, la Sauber C29, fu realizzata dai tecnici Sauber sulla base dei progetti abbandonati da BMW, adattando la macchina al motore e al cambio Ferrari.

## Statistiche

### BMW Sauber

#### Vittorie
| Anno | Vittoria |
| ---- | -------- |
| 2008 | Canada   |

#### Podi
| Anno | Podio                                                                                            |
| ---- | ------------------------------------------------------------------------------------------------ |
| 2006 | Ungheria, Italia                                                                                 |
| 2007 | Canada, Ungheria                                                                                 |
| 2008 | Australia, Malesia, Bahrein, Monaco, Canada (2), Gran Bretagna, Europa, Belgio, Italia, Giappone |
| 2009 | Malesia, Brasile                                                                                 |

#### Pole position
| Anno | Pole position |
| ---- | ------------- |
| 2008 | Bahrein       |

#### Giri veloci
| Anno | Giro veloce       |
| ---- | ----------------- |
| 2008 | Malesia, Germania |

## Piloti in Formula 1

### Come costruttore

#### Piloti privati
| Pilota              | Anni      | Gran Premi | GP vinti | GP a podio | Pole position | Giri veloci | Punti |
| ------------------- | --------- | ---------- | -------- | ---------- | ------------- | ----------- | ----- |
| Ernst Klodwig       | 1952-1953 | 2          | 0        | 0          | 0             | 0           | 0     |
| Rudolf Karl Krause  | 1952-1953 | 2          | 0        | 0          | 0             | 0           | 0     |
| Marcel Balsa        | 1952      | 1          | 0        | 0          | 0             | 0           | 0     |
| Karl-Günther Bechem | 1952      | 1          | 0        | 0          | 0             | 0           | 0     |
| Harry Merkel        | 1952      | 0          | 0        | 0          | 0             | 0           | 0     |

#### BMW
| Pilota         | Anni | Gran Premi | GP vinti | GP a podio | Pole position | Giri veloci | Punti |
| -------------- | ---- | ---------- | -------- | ---------- | ------------- | ----------- | ----- |
| Hubert Hahne   | 1969 | 0          | 0        | 0          | 0             | 0           | 0     |
| Gerhard Mitter | 1969 | 0          | 0        | 0          | 0             | 0           | 0     |
| Dieter Quester | 1969 | 0          | 0        | 0          | 0             | 0           | 0     |

#### BMW Sauber
| Pilota             | Anni      | Gran Premi | GP vinti | GP a podio | Pole position | Giri veloci | Punti |
| ------------------ | --------- | ---------- | -------- | ---------- | ------------- | ----------- | ----- |
| Robert Kubica      | 2006-2009 | 57         | 1        | 9          | 1             | 0           | 137   |
| Nick Heidfeld      | 2006-2009 | 70         | 0        | 8          | 0             | 2           | 163   |
| Jacques Villeneuve | 2006      | 12         | 0        | 0          | 0             | 0           | 7     |
| Sebastian Vettel   | 2007      | 1          | 0        | 0          | 0             | 0           | 1     |

### Come squadra

#### Bayerische Motoren Werke AG
| Pilota       | Anni      | Gran Premi | GP vinti | GP a podio | Pole position | Giri veloci | Punti |
| ------------ | --------- | ---------- | -------- | ---------- | ------------- | ----------- | ----- |
| Hubert Hahne | 1967-1968 | 2          | 0        | 0          | 0             | 0           | 0     |

## Risultati completi in Formula 1

### Come costruttore

#### Piloti privati
| Anno | Vettura                       | Motore         | Gomme | Piloti  |  |  |  |  |  |     |  |  |  | Punti | Pos. |
| ---- | ----------------------------- | -------------- | ----- | ------- |  |  |  |  |  | --- |  |  |  | ----- | ---- |
| 1952 | Special Eigenbau Heck Greifzu | BMW 328 L6 2.0 | ? E   | Klodwig |  |  |  |  |  | 12  |  |  |  | -     | -    |
| 1952 | Special Eigenbau Heck Greifzu | BMW 328 L6 2.0 | ? E   | Krause  |  |  |  |  |  | Rit |  |  |  | -     | -    |
| 1952 | Special Eigenbau Heck Greifzu | BMW 328 L6 2.0 | ? E   | Balsa   |  |  |  |  |  | Rit |  |  |  | -     | -    |
| 1952 | Special Eigenbau Heck Greifzu | BMW 328 L6 2.0 | ? E   | Bechem  |  |  |  |  |  | Rit |  |  |  | -     | -    |
| 1952 | Special Eigenbau Heck Greifzu | BMW 328 L6 2.0 | ? E   | Merkel  |  |  |  |  |  | NP  |  |  |  | -     | -    |

| Anno | Vettura      | Motore         | Gomme | Piloti  |  |  |  |  |  |  |    |  |  | Punti | Pos. |
| ---- | ------------ | -------------- | ----- | ------- |  |  |  |  |  |  | -- |  |  | ----- | ---- |
| 1953 | Greifzu Heck | BMW 328 L6 2.0 | D     | Krause  |  |  |  |  |  |  | 14 |  |  | -     | -    |
| 1953 | Greifzu Heck | BMW 328 L6 2.0 | D     | Klodwig |  |  |  |  |  |  | 15 |  |  | -     | -    |

#### BMW
| Anno | Vettura | Motore           | Gomme | Piloti  |  |  |  |  |  |  |    |  |  |  |  |  | Punti | Pos. |
| ---- | ------- | ---------------- | ----- | ------- |  |  |  |  |  |  | -- |  |  |  |  |  | ----- | ---- |
| 1969 | BMW 269 | BMW M12/1 L4 1.6 | D     | Hahne   |  |  |  |  |  |  | NP |  |  |  |  |  | -     | -    |
| 1969 | BMW 269 | BMW M12/1 L4 1.6 | D     | Mitter  |  |  |  |  |  |  | NP |  |  |  |  |  | -     | -    |
| 1969 | BMW 269 | BMW M12/1 L4 1.6 | D     | Quester |  |  |  |  |  |  | NP |  |  |  |  |  | -     | -    |

#### BMW Sauber
| Anno | Vettura | Motore  | Gomme | Piloti     |     |     |    |    |    |    |    |    |     |     |    |     |    |    |   |    |   |     | Punti | Pos. |
| ---- | ------- | ------- | ----- | ---------- | --- | --- | -- | -- | -- | -- | -- | -- | --- | --- | -- | --- | -- | -- | - | -- | - | --- | ----- | ---- |
| 2006 | F1.06   | BMW P86 | M     | Heidfeld   | 12  | Rit | 4  | 13 | 10 | 8  | 7  | 7  | 7   | Rit | 8  | Rit | 3  | 14 | 8 | 7  | 8 | 17* | 36    | 5º   |
| 2006 | F1.06   | BMW P86 | M     | Villeneuve | Rit | 7   | 6  | 12 | 8  | 12 | 14 | 8  | Rit | Rit | 11 | Rit |    |    |   |    |   |     | 36    | 5º   |
| 2006 | F1.06   | BMW P86 | M     | Kubica     | SP  | SP  | SP | SP | SP | SP | SP | SP | SP  | SP  | SP | SP  | SQ | 12 | 3 | 13 | 9 | 9   | 36    | 5º   |

| Anno | Vettura | Motore    | Gomme | Piloti   |     |    |   |     |   |     |     |   |   |   |   |   |   |   |     |     |   |  | Punti | Pos. |
| ---- | ------- | --------- | ----- | -------- | --- | -- | - | --- | - | --- | --- | - | - | - | - | - | - | - | --- | --- | - |  | ----- | ---- |
| 2007 | F1.07   | BMW P86/7 | B     | Heidfeld | 4   | 4  | 4 | Rit | 6 | 2   | Rit | 5 | 6 | 6 | 3 | 4 | 4 | 5 | 14* | 7   | 6 |  | 101   | 2º   |
| 2007 | F1.07   | BMW P86/7 | B     | Kubica   | Rit | 18 | 6 | 4   | 5 | Rit | INF | 4 | 4 | 7 | 5 | 8 | 5 | 9 | 7   | Rit | 5 |  | 101   | 2º   |
| 2007 | F1.07   | BMW P86/7 | B     | Vettel   | SP  | SP |   |     |   |     | 8   |   |   |   |   |   |   |   |     |     |   |  | 101   | 2º   |

| Anno | Vettura | Motore    | Gomme | Piloti   |     |   |   |   |   |    |   |    |     |   |    |   |   |   |    |   |   |    | Punti | Pos. |
| ---- | ------- | --------- | ----- | -------- | --- | - | - | - | - | -- | - | -- | --- | - | -- | - | - | - | -- | - | - | -- | ----- | ---- |
| 2008 | F1.08   | BMW P86/8 | B     | Heidfeld | 2   | 6 | 4 | 9 | 5 | 14 | 2 | 13 | 2   | 4 | 10 | 9 | 2 | 5 | 6  | 9 | 5 | 10 | 135   | 3º   |
| 2008 | F1.08   | BMW P86/8 | B     | Kubica   | Rit | 2 | 3 | 4 | 4 | 2  | 1 | 5  | Rit | 7 | 8  | 3 | 6 | 3 | 11 | 2 | 6 | 11 | 135   | 3º   |

| Anno | Vettura | Motore    | Gomme | Piloti   |     |     |    |    |    |     |    |    |    |    |    |   |     |     |   |     |    |  | Punti | Pos. |
| ---- | ------- | --------- | ----- | -------- | --- | --- | -- | -- | -- | --- | -- | -- | -- | -- | -- | - | --- | --- | - | --- | -- |  | ----- | ---- |
| 2009 | F1.09   | BMW P86/9 | B     | Kubica   | 14* | Rit | 13 | 18 | 11 | Rit | 7  | 13 | 14 | 13 | 8  | 4 | Rit | 8   | 9 | 2   | 10 |  | 36    | 6º   |
| 2009 | F1.09   | BMW P86/9 | B     | Heidfeld | 10  | 2   | 12 | 19 | 7  | 11  | 11 | 15 | 10 | 11 | 11 | 5 | 7   | Rit | 6 | Rit | 5  |  | 36    | 6º   |

| Legenda | 1º posto     | 2º posto | 3º posto    | A punti         | Senza punti/Non class.  | Grassetto – Pole position Corsivo – Giro più veloce |
| Legenda | Squalificato | Ritirato | Non partito | Non qualificato | Solo prove/Terzo pilota | Grassetto – Pole position Corsivo – Giro più veloce |

* – Indica il pilota ritirato ma ugualmente classificato avendo coperto, come previsto dal regolamento, almeno il 90% della distanza di gara.

### Come fornitore di motori
| Costruttore | Stagioni                                   | Vittorie | Pole position | Giri veloci | Disputati | Campionato mondiale piloti |
| ----------- | ------------------------------------------ | -------- | ------------- | ----------- | --------- | -------------------------- |
| BMW         | 1952-1953                                  | 0        | 0             | 0           | 2         | -                          |
| AFM         | 1952-1953                                  | 0        | 0             | 0           | 2         | -                          |
| Frazer Nash | 1952                                       | 0        | 0             | 0           | 1         | -                          |
| Klenk       | 1954                                       | 0        | 0             | 0           | 1         | -                          |
| Lola        | 1967-1968                                  | 0        | 0             | 0           | 2         | -                          |
| Brabham     | 1982-1987                                  | 8        | 13            | 11          | 91        | 1 (1983)                   |
| ATS         | 1983-1984                                  | 0        | 0             | 0           | 29        | -                          |
| Arrows      | 1984-1986                                  | 0        | 0             | 0           | 45        | -                          |
| Benetton    | 1986                                       | 1        | 2             | 3           | 16        | -                          |
| Williams    | 2000-2005                                  | 10       | 17            | 17          | 103       | -                          |
| BMW Sauber  | 2006-2009                                  | 1        | 1             | 2           | 70        | -                          |
| Totale      | 1952-1954, 1967-1968, 1982-1987, 2000-2009 | 20       | 33            | 33          | 270       | 1                          |
| Fonti:      |                                            |          |               |             |           |                            |

### Come squadra

#### Bayerische Motoren Werke AG
| Anno | Vettura   | Motore         | Gomme | Piloti |  |  |  |  |  |  |     |  |  |  |  |  | Punti | Pos. |
| ---- | --------- | -------------- | ----- | ------ |  |  |  |  |  |  | --- |  |  |  |  |  | ----- | ---- |
| 1967 | Lola T100 | BMW M10 L4 2.0 | D     | Hahne  |  |  |  |  |  |  | Rit |  |  |  |  |  | -     | -    |

| Anno | Vettura   | Motore           | Gomme | Piloti |  |  |  |  |  |  |  |    |  |  |  |  | Punti | Pos. |
| ---- | --------- | ---------------- | ----- | ------ |  |  |  |  |  |  |  | -- |  |  |  |  | ----- | ---- |
| 1968 | Lola T102 | BMW M12/1 L4 1.6 | D     | Hahne  |  |  |  |  |  |  |  | 10 |  |  |  |  | -     | -    |

| Legenda | 1º posto     | 2º posto | 3º posto    | A punti         | Senza punti/Non class.  | Grassetto – Pole position Corsivo – Giro più veloce |
| Legenda | Squalificato | Ritirato | Non partito | Non qualificato | Solo prove/Terzo pilota | Grassetto – Pole position Corsivo – Giro più veloce |